# 손드리오
손드리오(이탈리아어: Sondrio)는 이탈리아 롬바르디아주 손드리오도의 도청 소재지다.

## 출신 유명인
- 아리안나 폰타나-쇼트트랙 선수